# Medicina holística
La medicina holística es un tipo de medicina alternativa pseudocientífica que se basa en los poderes de sanación naturales del organismo, las formas en que los tejidos interaccionan y la influencia del medio ambiente.[cita requerida] Emplea tratamientos tanto modernos como tradicionales. Tiene aplicación tanto en seres humanos como en animales en general. Al ser humano se le considera como una unidad: cuerpo, mente y espíritu. El enfoque pretende tratar al paciente y no a su enfermedad.

## Tipos

### Homeopatía
La homeopatía es una pseudoterapia basada en la creencia de que determinadas sustancias, diluidas de forma exponencial hasta casi desaparecer, tienen efectos terapéuticos. De acuerdo con estas creencias, para que un remedio sea eficaz, debe causar los mismos síntomas que se están tratando en el paciente. Fue propuesta por el médico alemán Samuel Hahnemann. El Instituto Politécnico Nacional de México imparte la carrera de Médico Cirujano Homeópata, aunque es el único organismo que lo hace a nivel mundial. Está considerada como una pseudociencia por la comunidad científica.

### Acupuntura
La acupuntura es una pseudoterapia de curación china diseñada para reequilibrar o desbloquear el flujo de energía del cuerpo. Se usan agujas en ciertos puntos del cuerpo, que se corresponden con los puntos en los meridianos por donde se cree que fluye la energía.

### Aromaterapia
La aromaterapia consiste en el uso terapéutico de los aceites esenciales para liberar el estrés nervioso, aumentar el bienestar y proporcionar salud y vitalidad. La aromaterapia no ha conseguido demostrar que posea algún valor terapéutico.

### Terapias florales de Bach
Las terapias florales de Edward Bach. Conocidas generalmente como flores de Bach. Está considerada como una pseudociencia por la comunidad científica.

## Problemas que dice tratar
- De índole física: malestares como contracturas, migrañas, hernias, musculares, entre otros.
- De índole psicológica: estados anímicos bajos, depresiones, angustia, ansiedad, entre otros.